# Agave impressa
Agave impressa är en sparrisväxtart som beskrevs av Howard Scott Gentry. Agave impressa ingår i släktet Agave och familjen sparrisväxter. Inga underarter finns listade i Catalogue of Life.